# 神戶站 (群馬縣)
神戶站（日语：／ Goudo eki */?）是位於群馬縣綠市東町神戶891番地，渡良瀨溪谷鐵道的渡良瀨溪谷線車站。車站編號為WK12。
此站與澤入站之間有約6公里的斜坡區間，中途途經草木隧道。隧道入口鄰近草木水壩，水壩高約140米，而隧道出口是在水壩上的草木湖。

## 歷史
在改用柴油列車前，由C12形蒸汽機車會牽引貨物和客車列車。由於此站靠近足尾本山一方設有急斜坡區間，因此該段會以重聯方式使用蒸氣機車（此站是重聯的據点），隨著草木隧道開通而無煙化。
在車站啟用當時為了區別兵庫縣神戶市的神戶站，因此此站的名稱定為神土站（日语：／）。後來，渡良瀨溪谷鐵道接手後改回本來的地名「神戶」。而以「神土」標記的設施名中，包括了小中站至此站之間的第一神土隧道和第二神土隧道。
- 1912年（大正元年）
  - 9月5日 - 足尾鐵道大間間町至此站之間開通，神土站啟用[2]。
  - 11月11日 - 此站至澤入站之間開通[3]。
- 1913年（大正2年）10月13日 - 足尾鐵道借給鐵道省使用，成為足尾線。
- 1918年（大正7年）6月1日 - 足尾鐵道國有化，同日升級至車站，成為國有鐵道足尾線車站。
- 1973年（昭和48年）6月27日 - 隨著建設草木水壩，此站至澤入之間改變走線。草木站廢止。
- 1987年（昭和62年）4月1日 - 伴隨國鐵分割民營化，車站由東日本旅客鐵道（JR東日本）營運[4]。
- 1989年（平成元年）3月29日 - 足尾線由渡良瀨溪谷鐵道接管，成為渡良瀨溪谷線車站。同時車站名稱改為神戶站。同時成為無人車站。
- 1996年（平成8年）4月9日 - 站內列車餐廳「清流」開幕。

## 車站構造
此站是地面車站，設有2面2線的相對式月台。在國鐵時代設有2面3線的月台。
此站是無人車站。在星期六、日、假日和假期季節，由於團體客會到訪此站，因此職員會在此站當值，成為有人車站。但是，檢票仍然與無人車站同樣於車內結算。此站設有自動售票機，但是只限在站內的「清流」餐廳營業時間內才可使用，其他時間需要領取整理券才可乘車。
車站大樓一方是足尾方向月台，對面是桐生方向月台。而停用的月台路軌變成「清流」餐廳（後述）。
站前廣場設有巴士站和回轉處，也設有大型觀光巴士專用的停車場（數個泊位）和私家車（數十個泊位）停車場。在毎年4月的「神戶站花桃節」之際，停車場成為了活動場地，一般車輛不可駛入站前空間。

### 列車餐廳「清流」
在東武鐵道日光線行走「華嚴」的前1720系「豪華浪漫車」（第4卡和第5卡）共2卡停泊在站內。當初車身的顏色是清流的藍色。在2011年（平成23年）1月尾回復當時的塗裝。在車廂內，除了設置餐桌外，車廂仍然保持本來面貌。

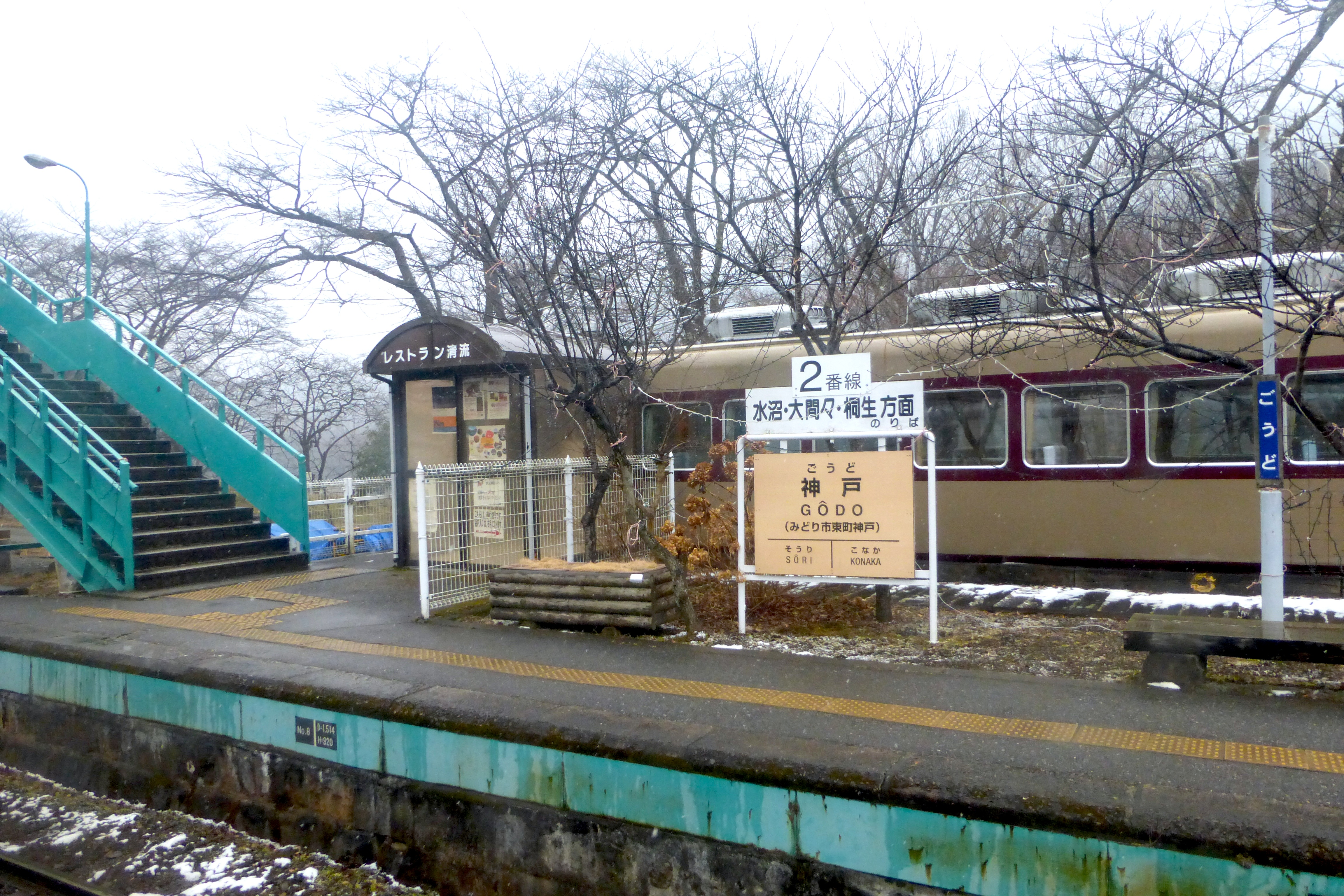
列車餐廳
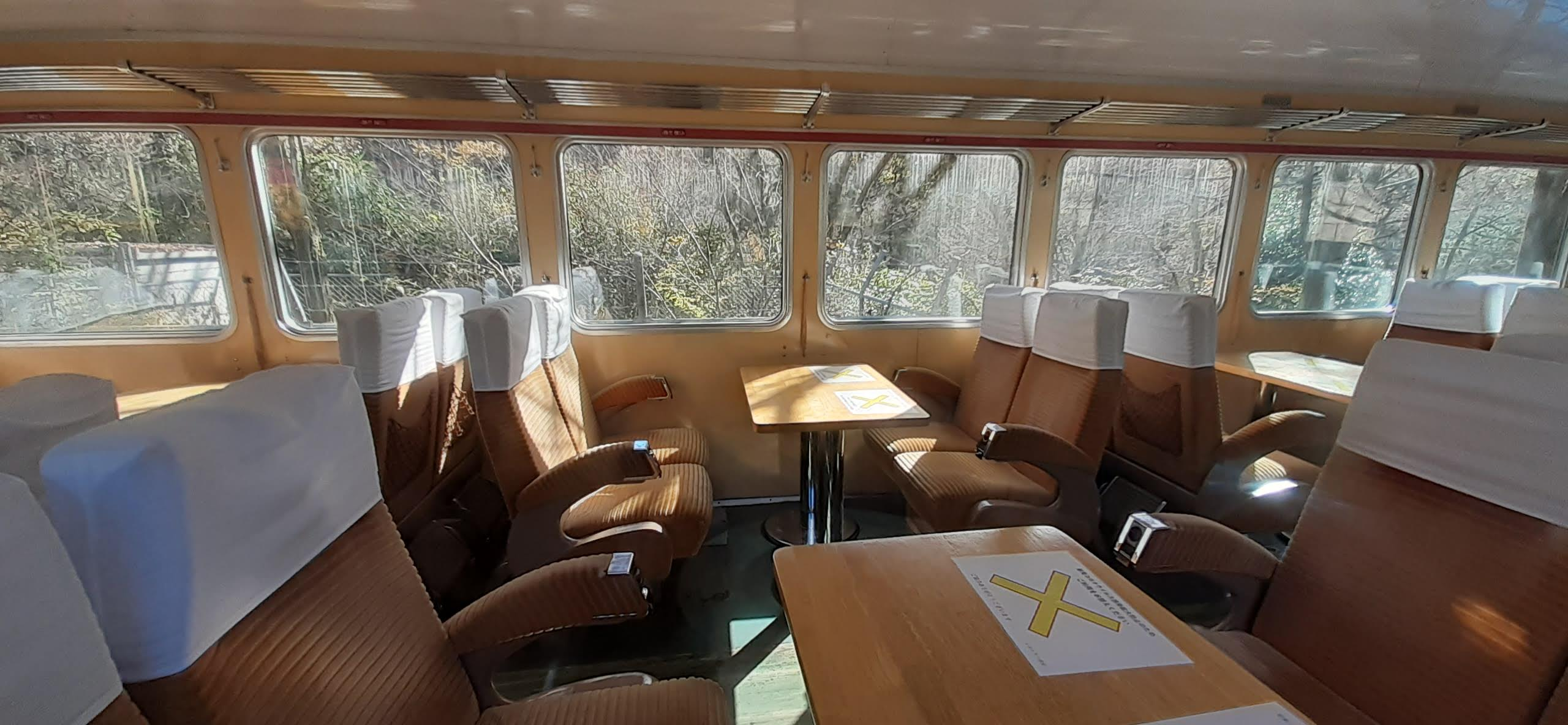
車廂內

在星期六和假日設有車內販賣服務。
- 小火車便當
- 大和豚便當

### 月台
| 月台             | 路線          | 上下行 | 方向     |
| ---------------- | ------------- | ------ | -------- |
| （車站大樓一方） | ■渡良瀨溪谷線 | 下行   | 足尾方向 |
| （車站大樓對面） | ■渡良瀨溪谷線 | 上行   | 桐生方向 |

## 利用狀況
車站最接近富弘美術館，特別在星期六、日及假日車站十分繁忙。在旅行社舉辦的日光東照宮、中禪寺湖、草木湖觀光團中，當乘坐渡良瀨溪谷鐵道時候，於此站轉乘旅遊巴士。另有鐵路外，也是巴士路線的據點。此站較多巴士班次前往草木湖湖畔。而巴士班次配合了列車班次，方便轉乘。
| 1日上下車人次變化 | 1日上下車人次變化 |
| 年度              | 1日平均人次       |
| ----------------- | ----------------- |
| 2011年            | 229               |
| 2012年            | 246               |
| 2013年            | 206               |
| 2014年            | 219               |
| 2015年            | 227               |

## 車站周邊
- 綠市立東中學（日语：みどり市立東中学校）
- 綠市立吾妻小學（日语：みどり市立あずま小学校）
- 國道122號

轉乘巴士後可到達以下地方：
- 草木水壩（日语：草木ダム）（草木湖）
- 富弘美術館（日语：みどり市立富弘美術館）（步行需要約1小時）
- 童謠故鄉館（日语：石原和三郎）

## 巴士路線
| 乘車處       | 系統                                 | 主要途經                 | 目的地 | 巴士公司       | 備註   |
| ------------ | ------------------------------------ | ------------------------ | ------ | -------------- | ------ |
|              | 小中線                               | 改善中心、小中橋、花小橋 | 追付橋 | 赤城觀光自動車 | 1日1班 |
| 二區集會所線 | 改善中心、小中橋、二區集會所、花小橋 | 神戶站                   | 1日1班 | 赤城觀光自動車 |        |
| 花輪線       | 改善中心、小中橋、大曲               | 花輪站                   | 1日1班 | 赤城觀光自動車 |        |
| 澤入線       | 改善中心、水壩邊 、富弘美術館        | 澤入站                   |        | 赤城觀光自動車 |        |
| 美術館線     | 改善中心、水壩邊 、富弘美術館        | 國民宿舍                 |        | 赤城觀光自動車 |        |
| 美術館線     | 童謠故鄉館、水壩邊、富弘美術館       | 國民宿舍                 |        | 赤城觀光自動車 |        |

## 其他
- 此站是江崎固力果「百力滋」電視廣告拍攝場地（2010年4月20日 - ）。
- 電影「出租天使」的最後一幕拍攝場地。
- 當地綠市出身的小倉唯寫真集「yui memory」在此站取景。

## 相鄰車站
渡良瀨溪谷鐵道
■渡良瀨溪谷線
- 小火車停車站

小中（WK11）－神戶（WK12）－澤入（WK13）

## 註腳
1. 1 2  國土數値情報(不同車站上下車數據)  （页面存档备份，存于）（日語） - 國土交通省，2018年3月20日參閲
2. ↑  「私設鉄道運輸開始」『官報』1912年9月12日（國立國會圖書館數碼化收藏）
3. ↑  「私設鉄道運輸開始」『官報』1912年11月18日（國立國會圖書館數碼化收藏）
4. ↑  『交通年鑑 昭和63年版』 交通協力會，1988年3月。
5. ↑  車は置いて、列車に乗って行こう！　神戸駅花桃まつり　～300本の花桃に囲まれて～ （页面存档备份，存于）（日語） - 渡良瀨溪谷鐵道情報（2016年版/2017年1月17日參閲）
6. ↑  東武デラックス・ロマンス・カーの色に復元しました （页面存档备份，存于）（日語） - 渡良瀨溪谷鐵道 列車的餐廳「清流」（2017年版/2017年1月17日參閲）

## 外部連結
- 渡良瀨溪谷鐵道｜神戶站 （页面存档备份，存于）（日語）